# Municipio de Cusihuiriachi
El Municipio de Cusihuiriachi es uno de los 67 municipios en que se divide el estado mexicano de Chihuahua, localizado al centro-oeste del territorio, su cabecera es el antiguo Mineral de Cusihuiriachi.

## Geografía
El municipio de Cusihuiriachi se encuentra localizado en el centro-oeste del estado, sus coordenadas extremas son 28° 02' - 28° 23' de latitud norte y 106° 32' - 107° 15' de longitud oeste, la altitud fluctúa entre un máximo de 2 800 y un mínimo de 1 600 metros sobre el nivel del mar; su extensión territorial es de 1,810.30 kilómetros cuadrados que representan el 0.73% de la total de la superficie del estado de Chihuahua.
Sus límites territoriales son al norte con el municipio de Cuauhtémoc, al este con el municipio de Gran Morelos y con el municipio de Dr. Belisario Domínguez, al sur con el municipio de San Francisco de Borja y con el Municipio de Carichí y al oeste con el municipio de Guerrero. 

### Orografía e hidrografía
El territorio de Cusihuiriachi se encuentra en la zona de transición entre la zona denominada como la meseta, caracterizada por planicies y pequeñas serranías, y la Sierra Madre Occidental cuyas primeras estribaciones se encuentra en el oeste del territorio, estas serranías reciben los nombres locales de la Reina, Milpillas y San José y las principales elevaciones son los cerros de la Bufa y Coyachi.
Cuerpos de agua: Laguna de los Mexicanos, Laguna de San Rafael y Laguna de Arzata.

## Demografía
Según el Censo de Población y Vivienda de 2020 realizado por el Instituto Nacional de Estadística y Geografía, la población del municipio de Cusihuiriachi es de 5 099 habitantes, de los cuales 52.2% son hombres y 47.8% son mujeres.

### Localidades
En el censo de 2020 el municipio de Cusihuiriachi contaba con 113 localidades.
| Código INEGI      | Localidad         | Población (2020) |
| ----------------- | ----------------- | ---------------- |
| 080180001         | Cusihuiriachi     | 97               |
| Otras localidades | Otras localidades | 5 002            |
| Total municipal   | Total municipal   | 5 099            |

## Política
Como en todos los municipios de México el gobierno le corresponde al ayuntamiento: este está conformado por el presidente municipal, el síndico y el cabildo que está formado por seis regidores, cuatro de mayoría relativa y dos de representación proporcional. El presidente municipal y los regidores son electos mediante una única planilla, mientras que el síndico es electo de manera individual, todos son electos para un periodo de tres años no reelegibles para el siguiente periodo pero sí de forma no continua y asumen su cargo el día 10 de octubre del año de su elección.

### Subdivisión administrativa
El municipio se divide en tres secciones municipales: Cerro Prieto, Coyachi y San Juan Bautista.

### Representación legislativa
Para la elección de Diputados al Congreso de Chihuahua y al Congreso de la Unión, el municipio de Cusihuiriachi se encuentra integrado de la siguiente manera:
Local:
- Distrito electoral local 13 de Chihuahua con cabecera en Guerrero.

Federal
- VII Distrito electoral federal de Chihuahua con cabecera en Cuauhtémoc .[10]